# Тимми, Дрю
Дрю Тимми (англ. Drew Timme, род. 9 сентября 2000) — американский профессиональный баскетболист, выступающий за клуб НБА «Бруклин Нетс». Играет на позиции тяжёлого форварда.

## Профессиональная карьера
После того, как Тимми не был выбран на драфте НБА 2023 года, он присоединился к «Милуоки Бакс» для участия в Летней лиге НБА 2023 года, 2 октября 2023 подписав с ними контракт. Однако 18 октября он был уволен, а двенадцать дней спустя присоединился к «Висконсин Херд», за которую в среднем набирал 9 очков, делал 6,3 подбора и 1,7 передачи в 12 играх, пока 1 февраля 2024 года не перенёс операцию из-за перелома левой стопы, который досрочно закончило его сезон.
18 октября 2024 года Тимми подписал контракт с «Сакраменто Кингз», но в тот же день он был расторгнут. 27 октября он присоединился к «Стоктон Кингз».
30 декабря 2024 года Тимми был обменян в «Лонг-Айленд Нетс». Тимми провёл за «Лонг-Айленд» 29 матчей, набирая в среднем 23,9 очка, делая 10,3 подбора и 4,1 передачи за игру.
28 марта 2025 года Тимми подписал многолетний контракт с клубом НБА «Бруклин Нетс». На следующий день он дебютировал в НБА и оформил дабл-дабл из 11 очков и 10 подборов, уступив «Лос-Анджелес Клипперс» со счётом 132:100.

## Статистика

### Статистика в НБА
| Сезон                                                                                    | Команда | Регулярный сезон | Регулярный сезон | Регулярный сезон | Регулярный сезон | Регулярный сезон | Регулярный сезон | Регулярный сезон | Регулярный сезон | Регулярный сезон | Регулярный сезон | Регулярный сезон | Серия плей-офф | Серия плей-офф | Серия плей-офф | Серия плей-офф | Серия плей-офф | Серия плей-офф | Серия плей-офф | Серия плей-офф | Серия плей-офф | Серия плей-офф | Серия плей-офф |
| Сезон                                                                                    | Команда | GP               | GS               | MPG              | FG%              | 3P%              | FT%              | RPG              | APG              | SPG              | BPG              | PPG              | GP             | GS             | MPG            | FG%            | 3P%            | FT%            | RPG            | APG            | SPG            | BPG            | PPG            |
| ---------------------------------------------------------------------------------------- | ------- | ---------------- | ---------------- | ---------------- | ---------------- | ---------------- | ---------------- | ---------------- | ---------------- | ---------------- | ---------------- | ---------------- | -------------- | -------------- | -------------- | -------------- | -------------- | -------------- | -------------- | -------------- | -------------- | -------------- | -------------- |
| 2024/25                                                                                  | Бруклин | 9                | 2                | 28,2             | 44,1             | 25,7             | 62,5             | 7,2              | 2,2              | 0,4              | 0,1              | 12,1             | Не участвовал  | Не участвовал  | Не участвовал  | Не участвовал  | Не участвовал  | Не участвовал  | Не участвовал  | Не участвовал  | Не участвовал  | Не участвовал  | Не участвовал  |
|                                                                                          | Всего   | 9                | 2                | 28,2             | 44,1             | 25,7             | 62,5             | 7,2              | 2,2              | 0,4              | 0,1              | 12,1             | Не участвовал  | Не участвовал  | Не участвовал  | Не участвовал  | Не участвовал  | Не участвовал  | Не участвовал  | Не участвовал  | Не участвовал  | Не участвовал  | Не участвовал  |
| Наведите курсор мыши на аббревиатуры в заголовке таблицы, чтобы прочесть их расшифровку. |         |                  |                  |                  |                  |                  |                  |                  |                  |                  |                  |                  |                |                |                |                |                |                |                |                |                |                |                |

### Статистика в Джи-Лиге
| Сезон                                                                                    | Команда          | Регулярный сезон | Регулярный сезон | Регулярный сезон | Регулярный сезон | Регулярный сезон | Регулярный сезон | Регулярный сезон | Регулярный сезон | Регулярный сезон | Регулярный сезон | Регулярный сезон | Серия плей-офф | Серия плей-офф | Серия плей-офф | Серия плей-офф | Серия плей-офф | Серия плей-офф | Серия плей-офф | Серия плей-офф | Серия плей-офф | Серия плей-офф | Серия плей-офф |
| Сезон                                                                                    | Команда          | GP               | GS               | MPG              | FG%              | 3P%              | FT%              | RPG              | APG              | SPG              | BPG              | PPG              | GP             | GS             | MPG            | FG%            | 3P%            | FT%            | RPG            | APG            | SPG            | BPG            | PPG            |
| ---------------------------------------------------------------------------------------- | ---------------- | ---------------- | ---------------- | ---------------- | ---------------- | ---------------- | ---------------- | ---------------- | ---------------- | ---------------- | ---------------- | ---------------- | -------------- | -------------- | -------------- | -------------- | -------------- | -------------- | -------------- | -------------- | -------------- | -------------- | -------------- |
| 2023/24                                                                                  | Висконсин Херд   | 27               | 7                | 21,8             | 58,3             | 40,0             | 52,8             | 5,9              | 1,7              | 0,4              | 0,9              | 9,7              | Не участвовал  | Не участвовал  | Не участвовал  | Не участвовал  | Не участвовал  | Не участвовал  | Не участвовал  | Не участвовал  | Не участвовал  | Не участвовал  | Не участвовал  |
| 2024/25                                                                                  | Стоктон Кингз    | 14               | 0                | 19,0             | 51,5             | 11,8             | 72,7             | 6,2              | 2,6              | 0,1              | 0,4              | 11,9             | Не участвовал  | Не участвовал  | Не участвовал  | Не участвовал  | Не участвовал  | Не участвовал  | Не участвовал  | Не участвовал  | Не участвовал  | Не участвовал  | Не участвовал  |
| 2024/25                                                                                  | Лонг-Айленд Нетс | 29               | 28               | 35,6             | 57,5             | 38,5             | 73,1             | 10,3             | 4,2              | 0,9              | 0,8              | 23,9             | Не участвовал  | Не участвовал  | Не участвовал  | Не участвовал  | Не участвовал  | Не участвовал  | Не участвовал  | Не участвовал  | Не участвовал  | Не участвовал  | Не участвовал  |
|                                                                                          | Всего            | 70               | 35               | 27,0             | 56,7             | 34,8             | 68,7             | 7,8              | 2,9              | 0,5              | 0,7              | 16,0             | Не участвовал  | Не участвовал  | Не участвовал  | Не участвовал  | Не участвовал  | Не участвовал  | Не участвовал  | Не участвовал  | Не участвовал  | Не участвовал  | Не участвовал  |
| Наведите курсор мыши на аббревиатуры в заголовке таблицы, чтобы прочесть их расшифровку. |                  |                  |                  |                  |                  |                  |                  |                  |                  |                  |                  |                  |                |                |                |                |                |                |                |                |                |                |                |

### Статистика в NCAA
| Сезон | Команда | Conf  | Class | GP  | GS  | MPG  | FG%  | 3P%  | FT%  | RPG | APG | SPG | BPG | PPG  |
| --- | ------- | ----- | ----- | --- | --- | ---- | ---- | ---- | ---- | --- | --- | --- | --- | ---- |
| 2019/20 | Гонзага | WCC   | FR    | 33  | 4   | 20,5 | 61,8 | 33,3 | 61,1 | 5,4 | 1,3 | 0,5 | 0,9 | 9,8  |
| 2020/21 | Гонзага | WCC   | SO    | 32  | 32  | 28,2 | 65,5 | 28,6 | 69,6 | 7,0 | 2,3 | 0,7 | 0,7 | 19,0 |
| 2021/22 | Гонзага | WCC   | JR    | 32  | 32  | 28,0 | 58,6 | 28,6 | 67,8 | 6,8 | 2,8 | 0,3 | 0,8 | 18,4 |
| 2022/23 | Гонзага | WCC   | SR    | 37  | 37  | 31,5 | 61,6 | 16,7 | 63,2 | 7,5 | 3,2 | 0,6 | 1,0 | 21,2 |
| Всего | Всего   | Всего | Всего | 134 | 105 | 27,2 | 61,8 | 25,0 | 65,6 | 6,7 | 2,4 | 0,5 | 0,9 | 17,2 |
| Наведите курсор мыши на аббревиатуры в заголовке таблицы, чтобы прочесть их расшифровку Статистика приведена с сайта sports-reference.com |         |       |       |     |     |      |      |      |      |     |     |     |     |      |